# Aart Vierhouten

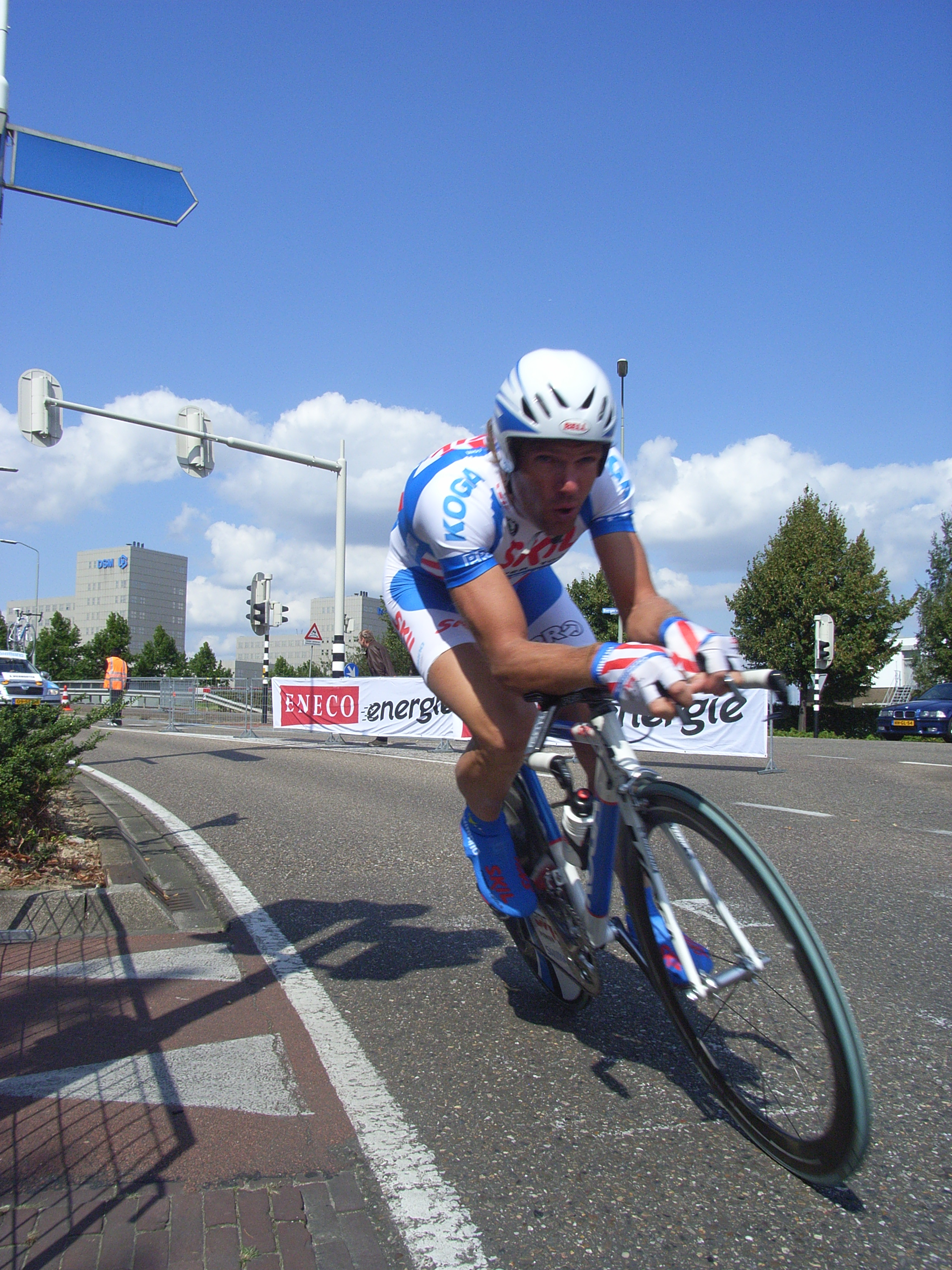
Aart Vierhouten

Aart Vierhouten (* 19. März 1970 in Ermelo) ist ein ehemaliger niederländischer Radrennfahrer.
Aart Vierhouten wurde 1996 Radprofi. Er startete bei den Olympischen Spielen in Atlanta und belegte beim Straßenrennen Platz 56. Er fuhr sechs Jahre für Rabobank, bevor er zu Lotto wechselte. 1997 gewann er eine Etappe der Rheinland-Pfalz-Rundfahrt, und 2000 konnte er seinen ersten Gesamterfolg bei Groningen–Münster feiern. An der Tour de France nahm Vierhouten bisher dreimal teil, neun Mal an UCI-Straßen-Weltmeisterschaften. Ab 2006 fuhr er für das niederländische Radsport-Team Skil-Shimano.
Ende der Saison 2009 beendete Vierhouten seine Karriere. Heute (2013) ist er niederländischer Nationaltrainer der Junioren/Straße sowie Radsport-Kommentator im niederländischen Fernsehen.

## Erfolge
2000
- Groningen–Münster

2006
- Nord-Nederland-Tour

## Teams
- 1996–2001 Rabobank
- 2002 Lotto-Adecco
- 2003–2004 Lotto-Domo
- 2005 Davitamon-Lotto
- 2006–2007 Skil-Shimano
- 2008 P3 Transfer-Batavus
- 2009 Vacansoleil